# いわみエクスプレス

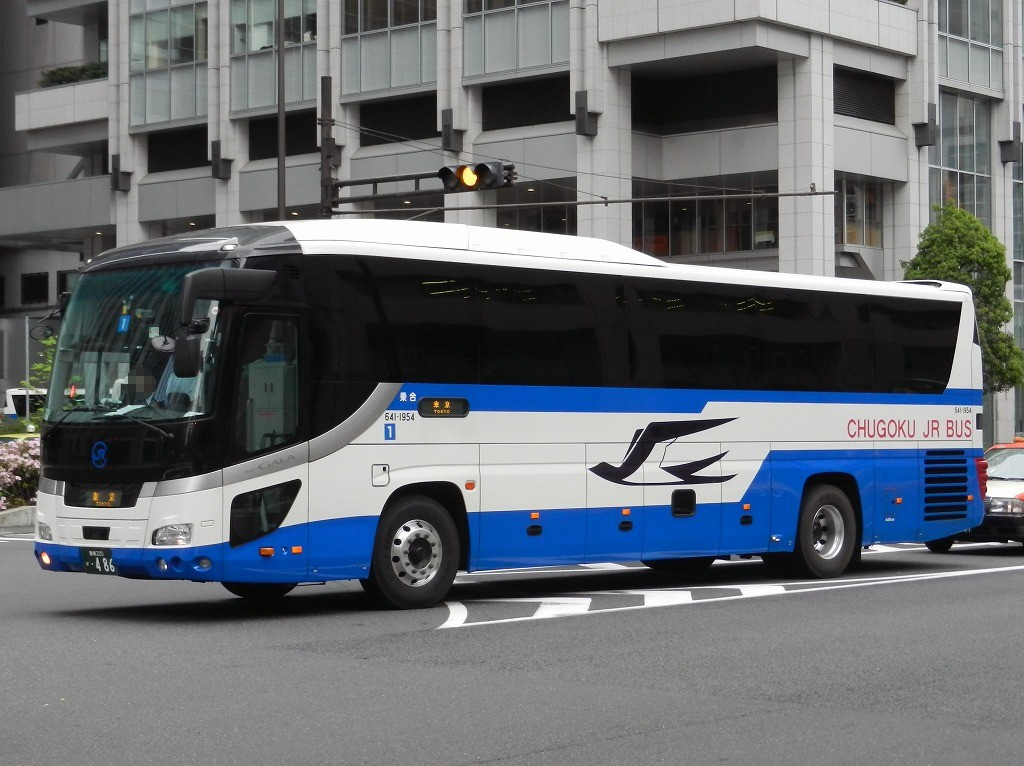
いわみエクスプレス（中国JRバス）

いわみエクスプレスとは、かつて東京都と広島県北部・島根県西部を結んでいた夜行高速バス。

## 概要
東京都と島根県石見地方を直結する数少ない公共交通機関 として運行されていた。JRバスが運行している夜行バスの中ではグループ最長の運行距離であった。
元々は小田急バスが東京と石見地方を結ぶ帰省バスとして運行を開始したものの、定期路線への格上げにあたって石見交通のパートナーとしてスサノオ号など夜行バスのノウハウを持つ中国ジェイアールバスが参入、代わりに帰省バスの運行を主導していた小田急バスが撤退（定期路線化の見送り）という経緯を有している。元々中国ジェイアールバスは益田・津和野エリアに拠点を有していないため、参入当初から営業拠点のある浜田や山口まで毎日長距離の回送を行うという運行形態を取っていた（詳細は後述）。
一般道を走行する時間が長いこともあり、全区間の所要時間（下り15時間36分、上り15時間18分）は本路線より走行距離の長いはかた号（東京 - 福岡、西日本鉄道）および萩エクスプレス（東京 - 萩、防長交通）をしのいで、日本最長となっていた。

## 運行会社

### 2016年（平成28年）8月の廃止時点
- 中国ジェイアールバス（島根支店浜田営業所）
  - 東京側の運行支援業務はジェイアールバス関東（東京支店）が担当。

### 過去の運行会社
- 石見交通（津和野営業所）
  - 2015年1月30日の運行をもって撤退[2]。

## 運行経路
交通事情などにより経由地や休憩場所は変更される場合がある。

### 停車場所
新木場駅 - 東京駅（八重洲口 / 日本橋口） - 新宿駅新南口（代々木） / 新宿駅東口 - 津山北BS《津山市》 - 庄原ICBS《庄原市》 - 三次駅《三次市》 - 千代田ICBS - 大朝ICBS - 瑞穂ICBS《邑南町》 - 重富BS《以西浜田市》 - 旭ICBS - 金城BS - 浜田駅 - 三隅（みすみ荘前） - 益田駅《益田市》 - 日原（道の駅）《以南津和野町》 - 津和野駅
- 東京駅は八重洲口発、日本橋口着。新宿駅は新南口（代々木）発、東口着。
- 下り便は足柄SA（東名高速）。
- 上り便は七塚原SA（中国道）でそれぞれ途中休憩を行う。

### 経由ルート
東京都区部一般道 - （初台南出入口） - 首都高速中央環状線 - 首都高速3号渋谷線 - （東京IC） - 東名高速道路 - （御殿場JCT） - 新東名高速道路本線 - （浜松いなさJCT） - （三ヶ日JCT） - 東名高速道路 - （豊田JCT） - 伊勢湾岸自動車道 - （四日市JCT） - 東名阪自動車道 - （亀山JCT） - （亀山西JCT） - 新名神高速道路本線 - （大津JCT） - （草津JCT） - 名神高速道路 - （吹田JCT） - 中国自動車道 - （庄原IC） - 中国自動車道 - （三次IC） - 三次市内一般道 - （三次IC） - 中国自動車道 - （千代田IC） - 中国自動車道 - （千代田JCT） - 浜田自動車道 - （大朝IC） - 浜田自動車道 - （瑞穂IC） - 浜田自動車道 - （旭IC） - 浜田自動車道 - （浜田JCT） - 山陰自動車道 - 国道186号 - （三宮IC） - 浜田市内一般道 - （竹迫IC） - 山陰自動車道 - （原井IC） - 国道9号 - 山口県道・島根県道13号萩津和野線

## 運行回数
- 夜行便1日1往復。

## 歴史
- 1996年（平成8年）
  - 4月26日 - 小田急バスの1社単独により期間限定で運行開始。浜田・益田・津和野側の予約・発券業務は石見交通が担当。
  - 7月19日 - 石見交通が参入し、2社による期間限定運行となる。
- 2001年（平成13年）3月17日 - 石見交通、中国JRバスの2社により正式に運行開始。東京側の運行支援業務はJRバス関東東京支店が担当となり、新宿駅の乗り場が西口から新南口に変更。
- 2006年（平成18年）10月1日 - 三隅（みすみ荘前）・日原（道の駅）に停留所を新設。
- 2008年（平成20年）7月1日 - 東京側を東京駅経由新木場駅まで延長（JRバス関東東京支店への回送の一部を営業化）。
- 2009年（平成21年）7月1日 - 中国自動車道庄原ICBS・三次駅・千代田ICBSに停留所を新設。三次駅・千代田ICは前日まで発着していたニューブリーズ号の経路地変更に伴うもの[4]。また、女性専用席を新設。
- 2010年（平成22年）10月1日 - 中央自動車道経由から東名高速道路経由に変更。（同年3月の首都高速中央環状線延伸による。）
- 2012年（平成24年）6月1日 - 新東名高速道路経由に変更（同年4月の新東名高速道路の御殿場JCT - 浜松いなさJCT - 三ヶ日JCT間開通による）。
- 2015年（平成27年）
  - 1月31日 - 石見交通が運行から撤退し、中国JRバスの1社単独運行となる[2]。中国道の津山北に停留所を新設[5]。
  - 9月11日 - この日から当面、運行を休止[6]。以前は、この日からWILLER EXPRESS関東が参入し、2社による共同運行となり、同時に益田駅前 - 津和野駅間を廃止。と発表されていた[7][8]。
- 2016年（平成28年）8月に、沿線停留所に路線廃止のお知らせが貼付され、同年9月10日をもって正式廃止となった。

## 車内設備
- 3列シート
- トイレ
- おしぼり
- 毛布
- スリッパ
- コーヒー・お茶

## 使用車両画像

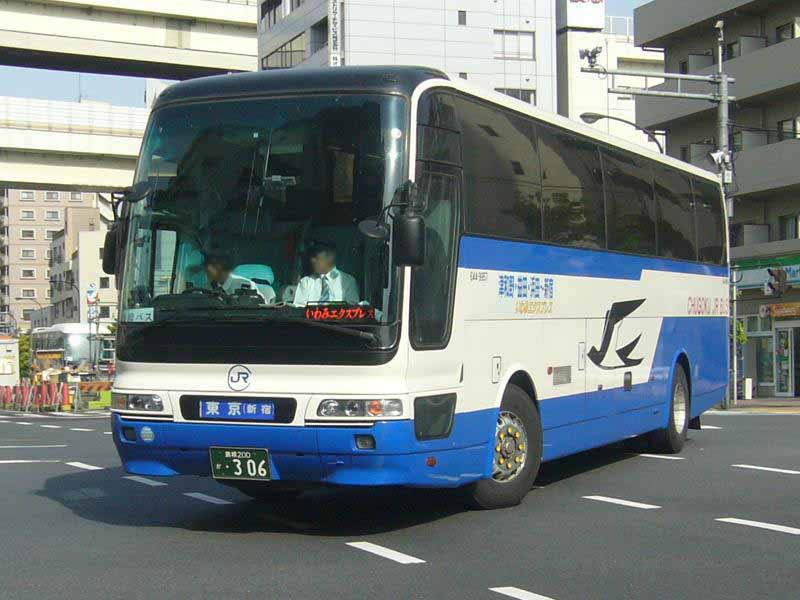
中国JRバスの初代専用車両（三菱ふそう・エアロクィーンI）
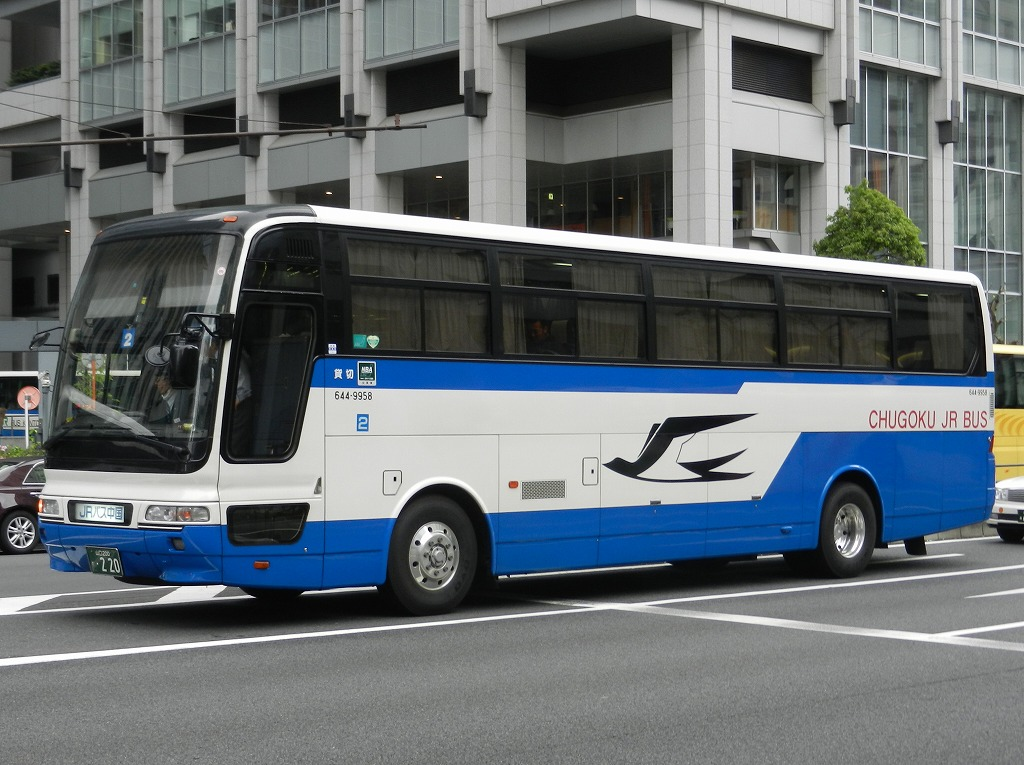
続行便には貸切車両が充当される（中国JRバス、車両は山口支店からの応援）
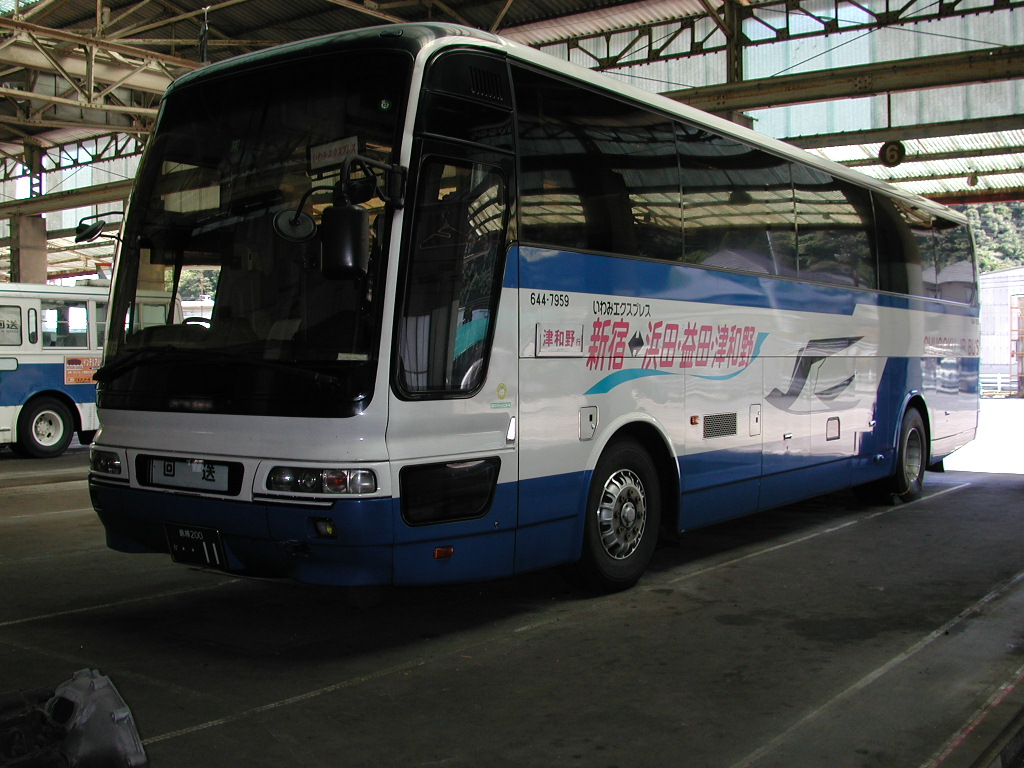
初期の車両

## 特記事項
- 石見交通は2人交代乗務。
- 中国JRバスは津和野に営業拠点がないため、新木場駅 - 浜田駅間は2人交代乗務（浜田営業所）、浜田駅で乗務員が交代し、浜田駅 - 津和野駅間は1人乗務となる。中国JRバスの車両が津和野に到着後、浜田営業所まで回送されていたが、以前は山口支店の担当であり、山口市まで回送されていた。通常便が浜田営業所に変わったが、多客期の続行便では、山口支店の車両が応援で運行される場合もあった。津和野からの距離は、山口市にある山口支店よりも浜田市にある浜田営業所の方が遠い。
- 階下のトランクルームを利用した荷物輸送をしていたことがあり、旧益田競馬場（益田場外馬券売場）で発売される南関東地方競馬（大井、川崎、船橋、浦和競馬）の競馬新聞を輸送していた。
- 石見交通の多客期続行便は関連会社のイワミツアーが担当する場合があり、この際は車両に行先及び石見交通からの受託運行である旨を表示されていた。